# Robin Masih
Robin Masih – pakistański zapaśnik walczący w stylu wolnym. Wicemistrz Igrzysk Azji Południowej w 1993 i 1999 roku.